# Вассен, Этьен
Этьен Вассен (нидерл. Etienne Vaessen; род. 26 июля 1995, Бреда, Северный Брабант) — нидерландский и суринамский футболист, вратарь клуба «Гронинген» и сборной Суринама.

## Клубная карьера
Вассен — воспитанник клубов САБ, «Буймер» и ВСК. Летом 2015 года Этьен подписал контракт с «Валвейком». 12 августа 2016 года в поединке против «Эммена» он дебютировал в Эрстедивизи. В 2019 году Вассен помог клубу выйти в элиту. 3 августа в матче против «ВВВ-Венло» он дебютировал в Эредивизи.
30 сентября 2023 года в матче «Валвейка» и «Аякса» Этьен столкнулся с игроком соперника, получил травму и потерял сознание. Вратаря под аплодисменты болельщиков унесли с поля. Матч не был доигран. Позже было сообщено, что игрок уже находится в сознании и восстанавливается в больнице.
26 июня 2024 года подписал трёхлетний контракт с клубом «Гронинген». 9 августа дебютировал за клуб в матче чемпионата против НАК Бреда.